# Roullours
Roullours est une ancienne commune française, située dans le département du Calvados en région Normandie, devenue le 1er janvier 2016 une commune déléguée au sein de la commune nouvelle de Vire Normandie.
Elle est peuplée de 853 habitants.

## Géographie
La commune est située dans le Bocage virois et son bourg est à trois kilomètres à l'est de Vire, dans la vallée de la Vire. L'atlas des paysages de la Basse-Normandie la place au sud de l'unité du bassin de Vire.
La route départementale 512 (ancienne route nationale 812) reliant Vire à Condé-sur-Noireau borde le territoire au nord, tandis que la D 524 (ancienne route nationale 24bis) Vire-Flers le traverse de l'ouest au sud. Du bourg, au centre du territoire, la D 188 permet de rejoindre la D 512 au nord et Viessoix à l'est.

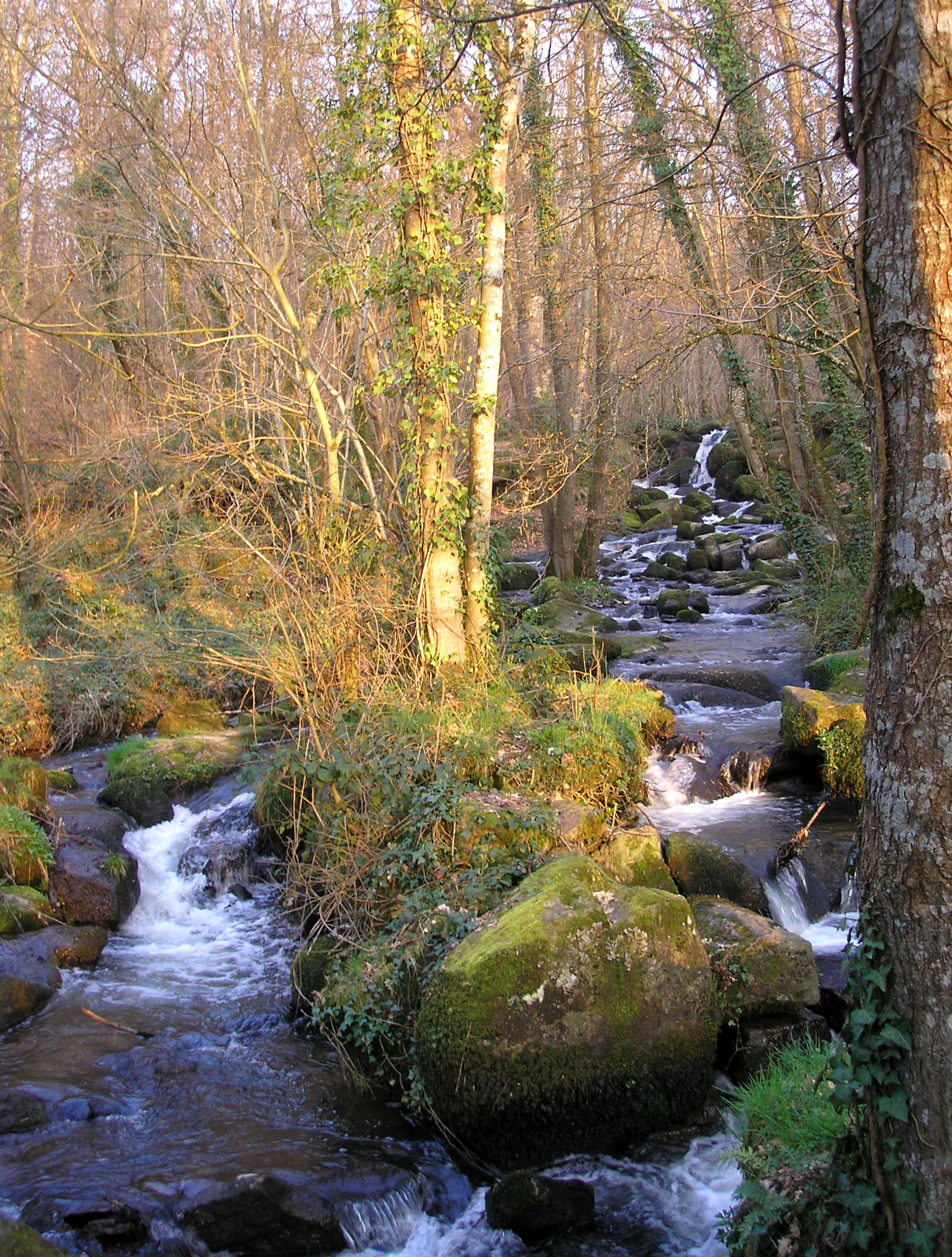
Les cascades.

Roullours est entièrement dans le bassin de la Vire qui délimite le territoire du sud à l'ouest. Le fleuve côtier naissant prend des allures de torrent dans le site des cascades de Roullours. Un des affluents de la Vire parcourt le territoire communal en son centre, sur 6,5 km, de l'est au nord-ouest : le ruisseau des Houlles qui prend sa source près du lieu-dit le Vey. Après sa sortie de la commune, ce ruisseau traverse la communauté de Blon et rejoint la Vire près de la Croix des Monts, en limite de Vire et Vaudry.
Le territoire culmine à l'est à 309 mètres près du hameau des Houlles. Le point le plus bas (169 m) correspond à la sortie de la Vire du territoire, à l'ouest, au Moulin Neuf.
Le climat est océanique, comme dans tout l'Ouest de la France. La station météorologique la plus proche est Caen-Carpiquet, à 49 km, mais Granville-Pointe du Roc est à moins de 60 km. La pluviométrie annuelle avoisine à Roullours les 950 mm.
Les lieux-dits sont, du nord-ouest à l'ouest, dans le sens horaire, la Cuculière, les Essarts, le Fay, le Castel, la Boëlle, le Bourg (au nord), les Houlles, la Moinerie, la Cour, la Ritière, Montbeslon, la Vautrie, Frédouy, la Fauvellière (à l'est), les Sources, les Houles, le Vey, la Merrie, la Tannerie, la Folie, les Salières, la Pellerinière, la Bonnelière, la Roque, le Hamel, la Vitesnière, Maine, Milhard, le Rocher (au sud), la Huberdière, la Quellière, la Touyonne, le Bois, l'Oisonnière, les Rioquets, la Bectière, les Cascades, le Pont ès Retours, la Croix Barnabé, Beau Soleil, le Moulin Neuf (à l'ouest), Mabon, la Croix de l'Auvère, le Gage et l'Auvère.
| Vaudry (comm. nouv. de Vire Normandie)                                                                             | Vaudry (comm. nouv. de Vire Normandie)                                                                      | Viessoix (comm. nouv. de Valdallière) |
| Vire (comm. nouv. de Vire Normandie), Saint-Germain-de-Tallevende-la-Lande-Vaumont (comm. nouv. de Vire Normandie) | Roullours                                                                                                   | Viessoix (comm. nouv. de Valdallière) |
| Maisoncelles-la-Jourdan (comm. nouv. de Vire Normandie)                                                            | Maisoncelles-la-Jourdan (comm. nouv. de Vire Normandie), Truttemer-le-Grand (comm. nouv. de Vire Normandie) | Viessoix (comm. nouv. de Valdallière) |

## Toponymie
Le nom de la localité est attesté sous les formes Rollos en 1154; Roulos en 1203; Rolors 1229; Rollo en 1234; Roullos en 1277; Rouloux, Rouxloux en 1476; Roulloux 1484.
René Lepelley émet l'hypothèse du latin rotula, « petite roue », par son évolution en rouleau, qui, ici, pourrait avoir le sens de « tronc d'arbre ».
La terminaison -os (> -ours) semble représenter l'évolution occidentale du suffixe adjectival latin -osu, devenu -eux en français cf. anglais -ous.
Le gentilé est Roullotin.

## Histoire
Seigneurie de Richard de Rollos, chambellan de Guillaume le Conquérant, au XIe siècle, Rollos restera possession de sa descendance jusqu'au XIVe siècle. Devenue Roulloux puis Roullours, elle appartient successivement à Guillaume de Banville, Jehan de Fouquet, puis aux de Thoury jusqu'à la Révolution.
Le lundi matin 15 juin 1998, dans son pavillon, Bernadette Launay, aide soignante à la Maison d'accueil spécialisée de Vire, a tué ses deux fils Florian (6 ans) et Émilien (3 ans) par strangulation. Dix-huit ans plus tôt, le 2 janvier 1980, elle avait noyé ses deux premiers enfants Teddy (3 ans) et Fanny (1 an), dans la baignoire de son pavillon du Mans. Ce fait divers tragique a défrayé la chronique de ce village sans histoires. L'aide-soignante de 43 ans est condamnée en janvier 2000 à 16 ans de réclusion criminelle, avec une période de sûreté de dix ans. En 1981, elle avait déjà écopé de quatre ans de prison.
Le 1er janvier 2016, Roullours intègre avec sept autres communes la commune de Vire Normandie créée sous le régime juridique des communes nouvelles instauré par la loi no 2010-1563 du 16 décembre 2010 de réforme des collectivités territoriales. Les communes de Coulonces, Maisoncelles-la-Jourdan, Roullours, Saint-Germain-de-Tallevende-la-Lande-Vaumont, Truttemer-le-Grand, Truttemer-le-Petit, Vaudry et Vire deviennent des communes déléguées et Vire est le chef-lieu de la commune nouvelle.

## Politique et administration

### Tendances politiques et résultats
Candidats ou listes ayant obtenu plus 5 % des suffrages exprimés lors des dernières élections politiquement significatives :
- Régionales 2015[14] :
  - 1er tour (47,41 % de votants) : Union de la droite (Hervé Morin) 34,03 %, FN (Nicolas Bay) 24,48 %, Union de la gauche (Nicolas Mayer-Rossignol) 16,42 %, DLF (Nicolas Calbrix) 8,36 %, EÉLV (Yanic Soubien) 5,67 %.
  - 2e tour (66,06 % de votants) : Union de la droite (Hervé Morin) 44,61 %, Union de la gauche (Nicolas Mayer-Rossignol) 28,63 %, FN (Nicolas Bay) 26,76 %.
- Européennes 2014[15] (43,99 % de votants) : FN (Marine Le Pen) 29,81 %, UMP (Jérôme Lavrilleux) 25,00 %, PS-PRG (Gilles Pargneaux) 11,86 %, UDI - MoDem (Dominique Riquet) 7,69 %, DLR (Jean-Philippe Tanguy) 7,37 %, EÉLV (Karima Delli) 6,09 %.
- Législatives 2012[16] :
  - 1er tour (65,43 % de votants) : Alain Tourret (PRG) 45,85 %, Jean-Yves Cousin (UMP) 38,80 %, Marie-Françoise Lebœuf (FN) 7,68 %.
  - 2e tour (72,21 % de votants) : Alain Tourret (PRG) 52,92 %, Jean-Yves Cousin (UMP) 47,08 %.
- Présidentielle 2012[17] :
  - 1er tour (90,39 % de votants) : François Hollande (PS) 29,47 %, Nicolas Sarkozy (UMP) 25,71 %, Marine Le Pen (FN) 18,35 %, François Bayrou (MoDem) 10,68 %, Jean-Luc Mélenchon (FG) 9,02 %.
  - 2e tour (91,46 % de votants) : François Hollande (PS) 54,84 %, Nicolas Sarkozy (UMP) 45,16 %.
- Européennes 2009[18] (39,60 % de votants) : Majorité présidentielle (Dominique Riquet) 24,71 %, LV (Hélène Flautre) 18,82 %, PS (Gilles Pargneaux) 17,65 %, Centre-MoDem (Corinne Lepage) 13,33 %, Ext-G (Christine Poupin) 7,84 %, Ext-D (Carl Lang) 5,51 %, DVD (Frédéric Nihous) 5,49 %.

### Liste des maires
| Période                                  | Période              | Identité         | Étiquette | Qualité                                                   |
| ---------------------------------------- | -------------------- | ---------------- | --------- | --------------------------------------------------------- |
| Les données manquantes sont à compléter. |                      |                  |           |                                                           |
|                                          | mai 1935             | M. Lefeuvre      |           |                                                           |
| mai 1935                                 | octobre 1970 (décès) | Alfred Leconte   |           | Agriculteur Officier de l'ordre du Mérite agricole (1966) |
| 1970                                     | mars 1983            | Émile Vautier    |           |                                                           |
| mars 1983                                | mars 2001            | Nicole Langelier | SE        |                                                           |
| mars 2001                                | décembre 2015        | Nicole Desmottes | SE        | Agricultrice                                              |

Le conseil municipal était composé de quinze membres dont le maire et deux adjoints. Ces conseillers intègrent au complet le conseil municipal de Vire Normandie le 1er janvier 2016 jusqu'en 2020 et Nicole Desmottes devient maire délégué.

### Liste des maires délégués
| Période         | Période                       | Identité         | Étiquette | Qualité |
| --------------- | ----------------------------- | ---------------- | --------- | --- |
| 11 janvier 2016 | En cours (au 18 février 2024) | Nicole Desmottes | SE        | Agricultrice retraitée 1re vice-présidente de l'Intercom de la Vire au Noireau (2024 → ) Maire de Vire Normandie (2024 → ) Réélue pour le mandat 2020-2026 |

## Démographie
En 2022, la commune comptait 853 habitants. Depuis 2004, les enquêtes de recensement dans les communes de moins de 10 000 habitants ont lieu tous les cinq ans (en 2008, 2013, 2018, etc. pour Roullours) et les chiffres de population municipale légale des autres années sont des estimations.
Roullours a compté jusqu'à 1 015 habitants en 1846.
| 1793 | 1800 | 1806 | 1821 | 1831 | 1836 | 1841 | 1846  | 1851 |
| ---- | ---- | ---- | ---- | ---- | ---- | ---- | ----- | ---- |
| 738  | 911  | 930  | 953  | 936  | 952  | 922  | 1 015 | 936  |

| 1856 | 1861 | 1866 | 1872 | 1876 | 1881 | 1886 | 1891 | 1896 |
| ---- | ---- | ---- | ---- | ---- | ---- | ---- | ---- | ---- |
| 906  | 849  | 841  | 817  | 797  | 730  | 734  | 693  | 633  |

| 1901 | 1906 | 1911 | 1921 | 1926 | 1931 | 1936 | 1946 | 1954 |
| ---- | ---- | ---- | ---- | ---- | ---- | ---- | ---- | ---- |
| 617  | 594  | 590  | 579  | 584  | 592  | 557  | 635  | 591  |

| 1962 | 1968 | 1975 | 1982 | 1990 | 1999 | 2008 | 2013 | 2018 |
| ---- | ---- | ---- | ---- | ---- | ---- | ---- | ---- | ---- |
| 545  | 502  | 520  | 555  | 674  | 769  | 859  | 930  | 762  |

| 2019 | - | - | - | - | - | - | - | - |
| ---- | - | - | - | - | - | - | - | - |
| 822  | - | - | - | - | - | - | - | - |

## Lieux et monuments
- Cascades du Pont-ès-Retour.
- L'église Saint-Martin (XVIIe siècle).
- Le monument aux morts, situé dans le cimetière, surmonté de la statue du Poilu au repos, réalisée par Étienne Camus.
- Manoir de Billards : c'est en ce lieu qu'a grandi Achille Anger-Billards[26].